# Valter Roman
Valter Roman, a volte compitato Walter Roman, nato Ernő Neuländer (Oradea, 7 ottobre 1913 – 11 novembre 1983), è stato un politico rumeno di origine ebraica, militante comunista e veterano delle brigate internazionali comuniste spagnole nella Guerra civile spagnola. Era il padre dell'ex primo ministro rumeno Petre Roman.

## Famiglia e studi
Il suo nome alla nascita era Ernő (Ernest) Neuländer. Era nato in una famiglia di ebrei di provenienza chassidista stabilitasi a Oradea. Suo padre era un impiegato presso una banca. Valter Roman è diventato un ingegnere, seguendo gli studi presso l'Università Tecnica tedesca di Brno, in Cecoslovacchia.

## Carriera politica
Secondo i rapporti, il suo reclutamento nel movimento comunista sarebbe stato fatto nel 1931 da Nicolae Goldberger, che lo aiutò a lasciare l'Unione Sovietica attraverso la Cecoslovacchia.
Dopo il 1936 si offrì volontario per unirsi alle Brigate internazionali a nome delle forze repubblicane in Spagna sotto il nome di Walter Roman. Gli anni trascorsi in Spagna sono stati evocati nel volume autobiografico Sub cerul Spaniei. Cavalerii speranței. Nella Guerra civile spagnola era un maggiore e comandante di un undicesimo battaglione di artiglieria della brigata "Venceremos". 
In Spagna, Walter Roman sposò Hortensia Vallejo, una comunista spagnola. Durante la guerra fu ferito ai polmoni. Dopo che la Repubblica è stata sconfitta nel 1939, Valter Roman fuggì in Francia, poi torno in Unione Sovietica. Ha diretto per un certo periodo il dipartimento dei programmi di lingua rumena presso Radio Mosca, dove sono subordinati a lui Ana Pauker, Leonte Răutu e Iosif Chișinevschi. Mentre Ana Pauker tornava in Romania vestita in uniforme sovietica, Valter Roman tornò in un carro armato sovietico come tenente colonnello della Divisione Horia, Closca e Crişan, composta da prigionieri rumeni di guerra nell'URSS, che scelsero di passare al lato del nemico (un crimine di guerra di alto tradimento) sotto il comando del generale Mihail Lascăr. È stato decorato nel 1945 in Unione Sovietica con l'Ordine della "Stella Rossa". Nello stesso anno, sotto l'occupazione sovietica e sotto il nuovo regime dominato dai comunisti, era nel grado di generale dell'esercito rumeno.
Un anno dopo, nel 1946, Valter Roman è stato nominato capo della Direzione della Pubblica Istruzione, Cultura e della Propaganda dell'Esercito e nel 1947-1951 occupa la carica di capo della Divisione Politica Suprema dell'Esercito. Nel 1951 divenne membro del PCR e Ministro delle Poste e delle Telecomunicazioni (fino al gennaio 1953, quando è stato rimosso dal suo incarico con la rimozione del "gruppo-Pauker-Luca Georgescu"). Dal 1954 fino alla sua morte è stato direttore di Editurii Politice, egli sostiene che essa sarebbe stata "marginalizzata" dal regime.
Lo storico sovietico T. Islamov ha pubblicato documenti che dimostrano che Valter Roman "ha difeso i membri della Commissione Litvinov in favore dell'istituzione dello stato indipendente della Transilvania, dotato delle grandi potenze dell'Unione Sovietica, degli Stati Uniti d'America e del Regno Unito." Il figlio di Valter, Petre Roman, contesta ciò che lo storico sovietico ha detto, dicendo che suo padre avrebbe sostenuto la Transilvania come una provincia della Romania.
Documenti recenti dimostrano che Valter Roman fu mescolato nel K.G.B. e nel P.M.R. che mirava ad arrestare il governo di Imre Nagy dopo la Rivoluzione ungherese del 1956 a Budapest. Dopo che i membri del governo Nagy sono stati detenuti illegalmente in Romania, in un complesso di ville a Calimanesti nel distretto di Valcea, sono stati portati a Bucarest e portati nel complesso di ville appartenenti alla missione militare tedesca in Romania tra il 1940-1944 vicino al lago Snagov, le ville che ora sono in possesso dell'ambasciata russa a Bucarest. Imre Nagy fu trasferito in Ungheria dopo due anni e processato nel 1958, condannato a morte e giustiziato a Budapest dalla nuova leadership ungherese filo-sovietica.

## Opere selettive
- URSS în război. Direcțiunea efortului principal, 1946
- Despre teoria războiului, 1948
- Despre războiul contemporan, 1948
- Probleme militare contemporane, 1949
- Despre fizica modernă și perspectivele utilizării energiei atomice, 1954
- Știința și socialismul, 1958
- Știința și tehnica în epoca trecerii societății de la capitalism la comunism, 1962
- Revoluția industrială în dezvoltarea societății, 1965
- Revoluția științifică și tehnică și implicațiile ei asupra desvoltării social-politice contemporane, 1968
- Eseuri despre revoluția științifică și tehnică, 1970
- Secolul XX: Secolul Marilor Revoluții, în care elogiază revoluția comunistă din URSS, 1970
- File din trecut, evocări, 1971
- Sub cerul Spaniei. Cavalerii speranței, Amintiri, memorii de front, 1972

## Onorificenze
Nel 1963 fu decorato con l'Ordine del Lavoro cl. I.